# Costantino di Manamali
Costantino di Manamali (Manamali, ... – 682) fu il fondatore della prima comunità pauliciana.

## Biografia
Costantino era nato a Manamali, un paese vicino a Samosata. Si faceva chiamare Silvano, dal nome di quel Sila compagno di prigionia di Paolo di Tarso. Quella regione era retta dal primate Narsete III (640-661) detto il costruttore, della Chiesa armeno-gregoriana, fondata nel 555 a seguito del concilio di Duin. Il primate scatenò una persecuzione nei confronti di Costantino che fuggì sul Mar Nero. Nella città di Kibossa, vicino a Colonia, nel Ponto, ricostruisce la sua comunità nel 655 circa, In quella regione predicò per 27 anni. Costantino IV Pogonato lo fece arrestare da Simeone ufficiale imperiale, e venne condannato a morte per eresia. Fu ucciso per lapidazione, davanti ai suoi stessi discepoli nel 682. Simone divenne, a sua volta, capo di questa comunità.